# 末卢国
末卢国是《魏志倭人传》《梁书》《北史·倭国传》等中国史书中记载的倭国列岛诸国之一。它是曹魏使节经过对马岛、壹岐岛后，首次在倭国本土登陆的地方。较有说服力的观点认为，“末卢”是对“松浦”（或“末罗”）的音译。
末卢国有4000余户人家，靠山临海而居，草木繁茂，行走时常看不见前方的人。末卢国的民众喜好捕捉鲍鱼一类的海产，无论水深水浅，都潜入水中将其捉取。从一支国渡海1000余里，可以抵达末卢国；从末卢国向东南走陆路500里，可以抵达伊都国。